# 路易大帝中学

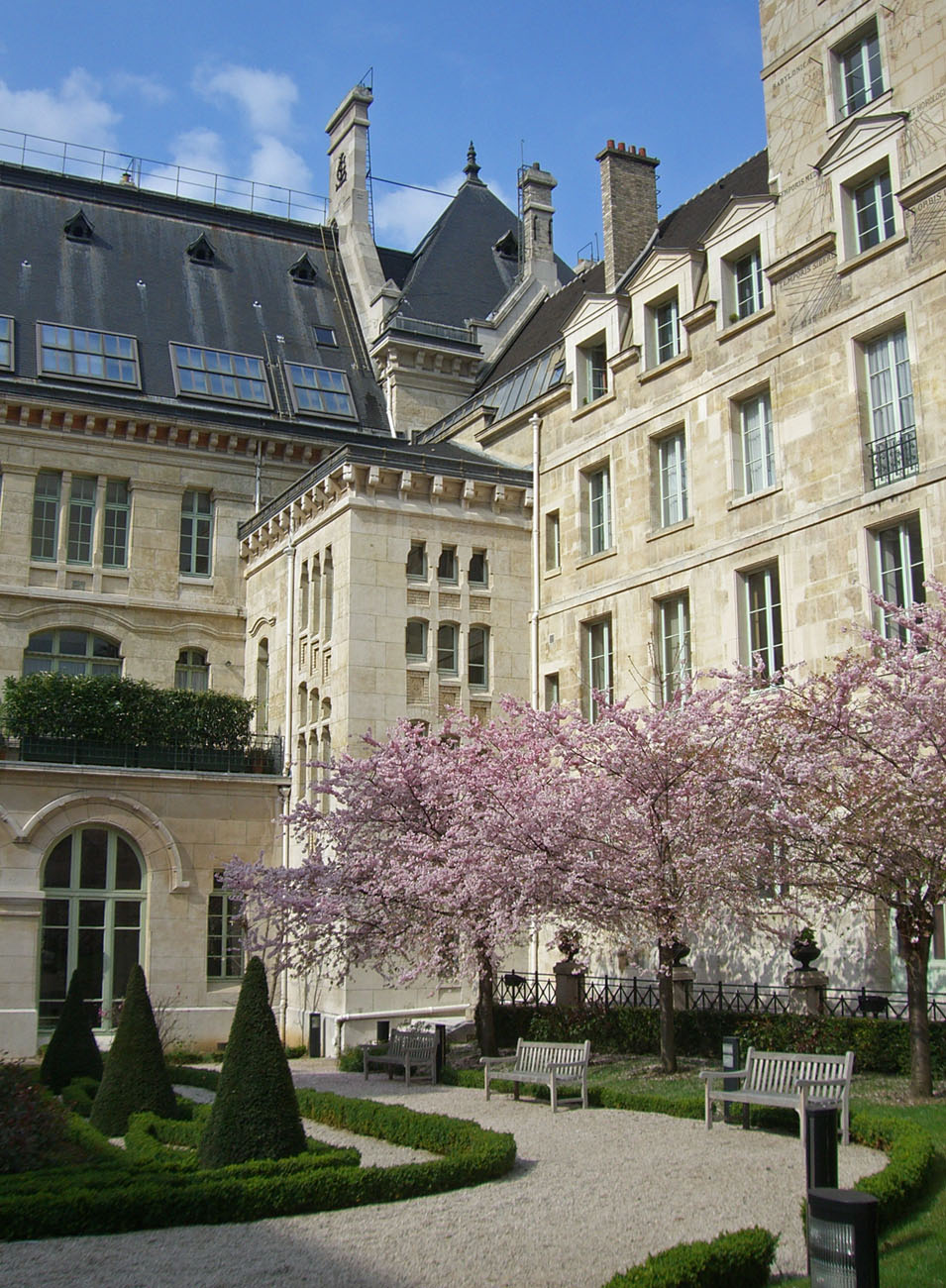
三月里的“光荣院”

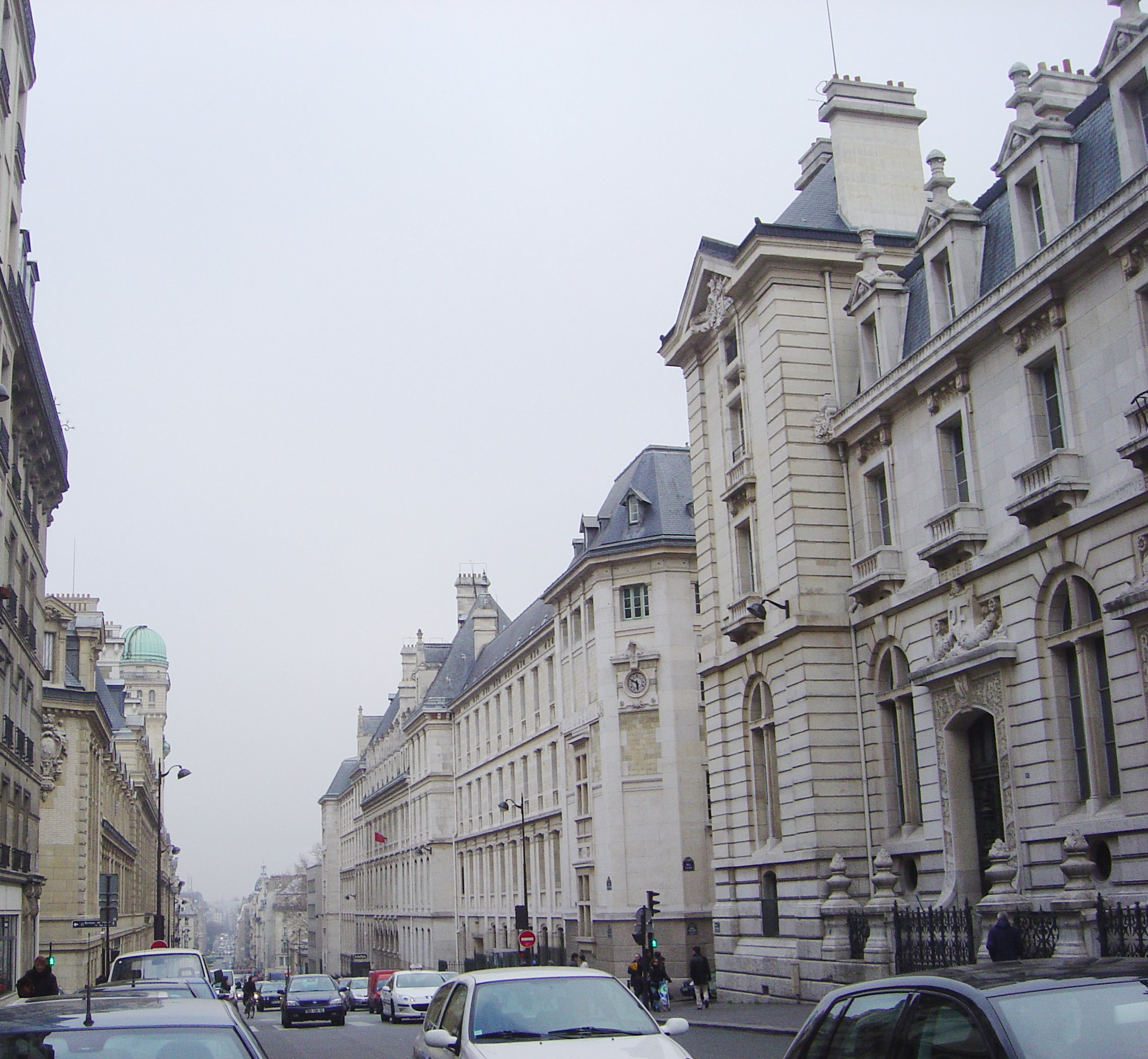
路易大帝高中在圣雅克路上，右边第二个建筑物（右边第一个是巴黎法律学院，而左边是索邦大学）。

48°50′53″N 2°20′40.3″E / 48.84806°N 2.344528°E
路易大帝中学（法語：（简称：LLG））位于巴黎五区圣雅克路123号，在拉丁区中心。（学校的卫星照片 （页面存档备份，存于））它设在原十六世纪耶稣会执掌的克莱蒙中学的建筑物内。
路易大帝中学周围环绕着法兰西学院、索邦大学、先贤祠等著名建筑物。同邻校亨利四世中学一样，这所高中以其出色的教学质量和优秀的学生而闻名，这其中包括中学教育（99%的高考毕业率）和文、理、商三科的预科。预科班中，学生考入如巴黎综合理工、巴黎高等师范学院、巴黎高等商業研究学院等著名的大学校的比例很高。
路易大帝中学的学生被称为“magnoludoviciens”（源于路易十四的拉丁文名：Ludovico Magno）
学校旁有地铁站“克鲁尼-索邦站”。

## 历史

### 耶稣会中学
1560年，克莱蒙主教纪尧姆·杜普拉为了让六名穷教徒（即耶稣会的创始人）能拥有一个稳定的住所和生计，便交给他们总计6000册书籍的遗产。于是，耶稣会（拉丁语Societas Iesu，法语Société de Jésus）在1563年买下了圣雅克路上的一座大官邸“郎格里大院”。这座建筑便成为耶稣会学校的原址。这所学校在1563年10月1日成立，其存在尽管被权威的巴黎大学默许，但并没有得到官方正式的许可。很快，大量学生的入学使得这所学校获得的成功超出预期。学校不得不又购买了圣雅克路中央的一些建筑以扩大校园。但这所被学生成为“克莱蒙学校”（Collège de Clermont）的耶稣会学校在成立不久就遇到了阻挠。
这所新成立的学校做出了一个在当时很惊人的决定：给学校的走读生进行免费教育。这一决定的效果立竿见影：人们指控耶稣会成员把巴黎大学麾下的学院的学生都吸引走了。从1564年起，校长让·普雷沃向神父要求重新开始招收学生。一起诉讼如此开始，整个王国都为之牵动。判决一直都未等到，但耶稣会的成员们获得了临时的教学许可：这一“临时”竟持续了三十年。在这三十年中，克莱蒙学校的影响力越来越大。
1594年，国王亨利四世被让·沙特尔的持刀行刺所震惊，凶手很快被发现是原克莱蒙学校的学生。尽管让·沙特尔自己坚决抗议，但法院还是很快判定耶稣会的成员要对他的罪行负责。他们被流放国外，学校被托管，财产和用具都被出售。
九年之后，国王彻底允许了耶稣会成员在法国生活。1606年，他们重新获得了他们在圣雅克路上的学校的所有权，但条件是不能在那里教学。随后，他们获得了每周上一节神学的许可。最终，1610年8月20日的特许证给了克莱蒙学校开展一切教学的权利。
但在巴黎议会中，巴黎大学领导了一个与此针锋相对的行动：在1611年12月22日的一个决定中，耶稣会的成员又被禁止在巴黎授课。直到1618年2月15日，学校才终于根据1610年的特许证，获得了重新开放的许可。
此后，在国王的非官方保护下，克莱蒙学校从1618到1682年间逐步走向它的顶峰。1682年，学校获得了最高认可。太阳王路易十四授予了他的官方赞助：学校被授予了“路易大帝学校”（拉丁语Collegium Ludovici Magni，法语Collège de Louis le Grand）的名称。此后，尽管还是从未被巴黎大学承认，但这所学校的教学享有盛誉，一直保持着3000余名学生的规模。

### “大学的首府”
1762年，巴黎高等法院和巴黎大学“战胜”了路易大帝学校：在拉瓦莱神父破产后，人们把还债的责任交给了耶稣会，而耶稣会很不小心地把这件事闹到了巴黎高等法院中。于是在1762年5月3日，路易大帝学校接到了立刻遣散所有老师和学生的命令。耶稣会成员们被驱逐，其敌人胜利地占领了这所古老的学校。1763年，路易大帝学校被定为巴黎大学的“首府”：巴黎28所学校集中在了路易大帝学校。
国王路易十五成为了学校的第二创建者：学校的印章上刻上了皇家的旗帜（天蓝色背景下的三朵金百合花）。从此，学校大门上便有了路易十四和路易十五的雕像。
尽管和巴黎大学校长共同使用着圣雅克路上的校园，但路易大帝学校的新校长决定开始一次真正的教学革命，重新展开与巴黎大学的竞争。1766年10月到12月间，他在路易大帝学校设立了教师会考。更进一步，他在这所皇家学校里筹建了一个准备教师会考的师范学校。（就这样，在搬到于尔姆路之前，巴黎高师在路易大帝学校运转了80多年。）
从1770年起，让·加布里埃尔·德·蒙坦普伊任校长期间开始在校园内建立一所图书馆。它收集了学校原有的，以及合并过来的学校的图书馆中的书籍：这就是后来索邦图书馆的前身。
巴黎大学被这个挑战它古老权威的行为所刺痛；它在12年中一直与对手明争暗斗，直到1778年败下阵来。在这期间，路易大帝学校成功地度过了公共的反对，获得奖学金的学生从1781年的465人增加到1788年的494人，再到1789年的550人。在当时，学生整个学习生涯都在学校度过：在高中毕业考试后，他们可以在选择准备教师会考或是学习医学、法学或神学。
罗伯斯庇尔就是路易大帝学校的学生：他11岁时以奖学金生的身份入校，23岁时毕业，获得律师文凭的同时，还凭出色的成绩得到了600镑的特别奖金。

### 1790年后的高中
1790年，爱国热情鼓舞着学生。有150名学生冲上了“处在危机中的国家”的边境线。1792到1794年间，这所刚被命名为“平等学校”（Collège Égalité）的学校校园的一部分，先是被3000名士兵、随后又被一所监狱占据。这所监狱里关押着等待着被送往断头台的政治恐怖的受害者。学校的书籍暂时被送到圣保罗圣路易教堂保管，1796年后逐渐归还。
法国大革命一开始，除了平等学校之外的巴黎学校都被关闭。1797年，学校被改名为“中央奖学金学院”（Institut central des boursiers），并合并了法国大革命前四十所巴黎中学的残部。
1801年，时任第一执政官的拿破仑效仿路易十四、路易十五、路易十六，访问了这所自1800年起被人们俗称为“巴黎中学”（Collège de Paris）的学校。1802年，在内政部长沙普达尔的建议下，学校得到了“巴黎高中”（lycée de Paris）的名号。这所在法国第一个得到“高中”名号的学校，在1805年又成为了“皇家高中”（lycée impérial）。
此后，学校的名称便随着法国历史的动荡而变更：波旁王朝第一次复辟时期的“路易大帝高中”（lycée Louis le Grand），在第二次复辟时期又重新成为了“路易大帝的皇家中学”（collège royal de Louis le Grand）。这个名字中，让人感觉像是路易十四专有财产的介词“的”（de）于1813年 被取消。
从1823年起，学校的图书馆被搬到了索邦大学。
1848年的革命将校名中的“皇家”和“高中”先后取消。在此期间，学生和老师曾要求短命的第二共和国政府把他们的学校命名为“国家高中”（lycée national）。其意见被无视，学校被命名为“笛卡儿高中”（lycée Descartes）。
1849年的一个政府部门的裁定又重新将学校的名字改回为“路易大帝高中”（lycée Louis le Grand）。第二帝国时期，学校再次被命名为“帝国路易大帝高中”（lycée impérial Louis le Grand）。在被市政府于1870至1873年间重新命名为“笛卡尔中学”之后，这所位于圣雅克路上的学校终于在1873年三月被定名为“路易大帝高中”（lycée Louis le Grand）。还可以注意到：“lycée Louis le Grand”和“lycée Louis-le-Grand”两个写法都可以。

## 今天

### 现状
自二十世纪初起，路易大帝中学进行了一系列的施工。1995年开始的一次大型的翻新工程赋予学校其现在的面貌.
学校现在任校长是Joël H. Vallat（原纽约法国高中校长），每年接收大约1800名学生（约850人入中学，950人入预科）。理科预科班占预科学生的60%，文科班占25%，经贸班仅占15%。学校近10%的学生是外籍学员（总计40多个国籍，尤其在中学的欧洲班里）。学校还为预科班的学生配备着一个339个床位的男女宿舍。

### 班级
路易大帝中学共计四十多个班，主要为理科班。高中的二十二个班共有八百多名学生，还有近二十个预科班级。
高中一年级共分八个同等级班，分别选学经济社会学、拉丁文、物理测量与信息技术以及工程初步。高中二年级和三年级各八个理科班（其中一个选学工程的班级）和一个文科班。在这两个年级，班之间有差别：S1班被视为“精英班”，而6班从高一到高三都是欧洲班（历史和地理课程特殊、英语加强）。还有一个东方班，每周有一小时以中文教授的数学课。
预科班中，有4个数学物理工程班、2个物理化学工程班、2个文科班和2个经济班。

### 学生活动中心
学生活动中心是一个由许多各式各样的兴趣小组组成的、完全由学校学生管理的组织。链接到这些兴趣小组的官方网站 （页面存档备份，存于）

### 数据

#### 高中毕业考试
|      | 1999年  | 2000年  | 2001年  | 2002年  | 2003年  | 2004年  | 2005年  | 2006年  |
| ---- | ------- | ------- | ------- | ------- | ------- | ------- | ------- | ------- |
| 毕业 | 99.62 % | 98.82 % | 98.88 % | 98.50 % | ?       | 99.63 % | 97,57 % | 99,62 % |
| 优   | 10.90 % | 12.80 % | 9.92 %  | 12.59 % | 18.00 % | 22.96 % | 20,83 % | 37,16 % |
| 良好 | 39.60 % | 36.80 % | 26.34 % | 27.77 % | 32.18 % | 36.66 % | 36,81 % | 36,78 % |
| 好   | 32.5 %  | 33.60 % | 46.56 % | 36.30 % | 29.89 % | 31.11 % | 31,60 % | 18,77 % |

评：这些成绩远在国家的高考平均成绩之上，这可以用该校在入学时对学生进行的选拔来解释。和大多数高中不同，该校通过选拔招收了法兰西岛地区各初中成绩最优秀的学生。当然，该校也正常招收了它校区内的60%的学生。

#### 国家竞赛
自法国国家竞赛于1744年开创，路易大帝中学就成绩显著。其中法国诗人波德莱尔就以其拉丁诗词的创作而独树一帜。
|          | 1999年 | 2000年 | 2001年 | 2002年 | 2003年 | 2004年 | 2005年 | 2006年 |
| -------- | ------ | ------ | ------ | ------ | ------ | ------ | ------ | ------ |
| 获奖人数 | 14     | 10     | 11     | 13     | 16     | 16     | 18     | 10     |

#### 大学校竞考
路易大帝中学在大学校的入学竞考中成绩一直很优秀。例如2006年，高中的学生就获得了包括：
- 巴黎高等师范学院的古典文学科第二和第四名；
- 巴黎高等师范学院的数学物理工程科竞考的第一，二，三，八，九名，数学物理信息科竞考的第一名（一名叫Su WANG的中国学生），和物理化学工程科竞考的第一，三，四，七，十一名;
- 巴黎综合理工大学的数学物理工程，物理化学工程，物理工程三科竞考的状元；
- 巴黎国家高等矿业学院的三科状元；

## 著名校友

### 著名教师
| - Henri Abraham - Michel Alexandre - 费迪南·阿尔基耶 - Jules Barni - André Bellessort - Denis Bérardier - Casimir Bonjour - 埃米尔·博雷尔 - Jean-Claude Bouquet | - Hubert Bourgin - Auguste Burdeau - René Castel - Bernard Chambaz - 马克-安东尼·夏庞蒂埃 - Jean-Philibert Damiron - Xavier Darcos - Constant Dubos - Louis Gallouédec | - Auguste Geffroy - 达布让·加斯东·达布 - Eugène Despois - Léon Feugère - André Lagarde - Louis Lavelle - 昂利·勒贝格 - Lucien Poincaré - Chrétien-Siméon Le Prévost d'Iray | - Hippolyte Rigault - Raoul Rochette - 罗曼·罗兰 - Eugène Rosseeuw Saint-Hilaire - Paul Tuffrau |

### 著名学生

#### 文学家与哲学思想家
按字母顺序排列：
| - 亞蘭·傅尼葉 - Armand Albert-Petit - Auguste Angellier - Jean-Henri Azéma - Souleymane Bachir Diagne - Charles Barbara - 夏尔·波德莱尔 - Émile Beaussire - Joseph Bédier - 費德里克·貝格岱 - 阿兰·德·伯努瓦 - 马克·布洛赫 - Robert Brasillach - Ferdinand Brunetière - 皮耶·布迪厄 - 保羅·布爾熱 - 欧仁·比尔努夫 - 米歇尔·布托尔 | - Henry Carnoy - Félix Castan - René Castel - 艾梅·塞泽尔 - 巴提斯·謝侯 - Pierre-Robert de Cideville - 雷内·克萊爾 - 西哈諾·德·貝傑拉克 - 保羅·克洛岱爾 - Michel Cournot - Léon Daudet - 雷吉斯·德布雷 - 雅克·德里达 - Jérôme Deschamps - 德尼·狄德罗 - Maurice Druon - Auguste Dupouy - 爱弥尔·涂尔干 | - Octave Feuillet - Ariane Fornia - Paul Gadenne - Maurice de Gandillac - 特奥菲尔·戈蒂埃 - Georges Goyau - Jean Guéhenno - Louis Hachette - Claude Hagège - Jean-Barthélemy Hauréau - 维克多·雨果 - Dominique Jamet - 約瑟夫·凱塞爾 - Henri Laoust - Valery Larbaud - Lefranc de Pompignan - 伯纳德-亨利·列维 - 埃米尔·利特雷 | - Robert Merle - 莫里斯·梅洛-庞蒂 - 莫里哀 - 夏尔·贝玑 - Bertrand Poirot-Delpech - Charles Porée - Olivier Rolin - 罗曼·罗兰 - 萨德侯爵 - Jean de Santeul - 让-保罗·萨特 - Jean-René Suratteau - Raymond Toinet - Paul Tuffrau - 伏尔泰 |

#### 艺术家、画家与作曲家
按字母顺序排列：
| - 皮爾·波納爾 - 弗里德利·奥古斯特·巴特勒迪 | - 埃德加·德加 - 欧仁·德拉克罗瓦 | - 蒂奥道·热里科 - Fabien Lévy | - 乔治·梅里爱 - Jacques Rigaut |

#### 科学家
按字母顺序排列：
| - 亨利·贝克勒 - Jean Becquerel - Jean Bernard - Zhengrui Zhao - 阿尔弗雷德·比奈 - 让-巴蒂斯特·毕奥 - 卡瓦耶斯 | - 米歇尔·夏尔 - Paul Desains - Charles Ferton - 埃瓦里斯特·伽罗瓦 - 雅克·阿达马 - 费利克斯·德雷勒 | - 夏爾·埃爾米特 - 洛朗·拉佛格 - 加布里埃尔·拉梅 - Louis Leprince-Ringuet - 皮埃爾-路易·利翁 - Arthur Morin | - 保罗·潘勒韦 - Charles Pellat - 亨利·庞加莱 - 让-克利斯朵夫·约克兹 |

#### 政治人物
按字母顺序排列：
| - Jean-Baptiste Adanson - Robert Brasillach - 蒂埃里·布雷东 - 保罗·比亚 - 艾梅·塞泽尔 - 雅克·希拉克 - Pierre Cot - Napoléon Daru - 米歇尔·德勃雷 - Philippe Dechartre | - 保罗·欧仁·路易·德沙内尔 - 戴國安 - 卡米尔·德穆兰 - 特罗恩·德·吕伊 - François Duprat - Charles Ehrmann - 洛朗·法比尤斯 - Charles Fonton - 瓦勒里·季斯卡·德斯坦 - 让·饶勒斯 | - 阿兰·朱佩 - 纳塔莉·科希丘什科-莫里泽 - Bruno Mégret - 皮埃尔·孟戴斯-弗朗斯 - 皮埃尔·梅斯梅尔 - 亚历山大·米勒兰 - Milan Ier de Serbie - Nicolas Ier de Monténégro - Edgard Pisani - 阿兰·波埃 | - 雷蒙·庞加莱 - 乔治·蓬皮杜 - 罗伯斯庇尔 - 米歇尔·罗卡尔 - 路易·德·圣鞠斯特 - 雷奥保尔·桑高 - 讓·迪貝利 - 安·罗伯特·雅克·杜阁 - Adolphe Vincent - 洛朗·沃基耶 | - 博日达尔·杰利奇 |

#### 其他名人
| - François Annat - Pierre Alviset - 安德烈·雪铁龙 - Pierre Fitremann | - Moncef Cheikhrouhou - Louis Fréron - Gaston Juchet - Mokhtar Latiri | - Robert Linhart - 安德烈·米其林 - 若望-方济各·保禄·德·贡迪 | - 聖方濟各·沙雷氏 - Frédéric Saint-Geours - André Weinfeld |